# Miracle (album The Original Wailers)
Miracle – debiutancki minialbum The Original Wailers, grupy muzycznej wykonującej muzykę reggae.
Płyta została wydana w postaci digital download 4 kwietnia 2012 roku przez amerykańską wytwórnię MRG Recordings. Nagrania zarejestrowane zostały w należącym do Paula Antonella Clubhouse Studio w Rhinebeck. Ich produkcją zajął się gitarzysta zespołu Al Anderson we współpracy z Karlem Pittersonem. 
W roku 2012 krążek został nominowany do nagrody Grammy w kategorii najlepszy album reggae.

## Lista utworów
1. "Blackbird"
2. "Justice"
3. "Love Supposed To Do"
4. "Dangerous"
5. "Our Day Will Come"

## Twórcy

### Muzycy
- Desmond "Desi" Hyson – wokal, instrumenty klawiszowe
- Erica Newell – wokal w utworze "Our Day Will Come"
- Al Anderson – gitara, chórki
- Steve Samuels – gitara basowa
- Francis "Paapa" Nyarkoh – perkusja
- Martin "Marty" Batista – instrumenty klawiszowe

### Personel
- Karl Pitterson – inżynier dźwięku, miks
- Jason Corsaro – miks
- Tom Ryan – mastering